# Superbase
Na Química uma superbase é um base extremamente forte, na qual, a substância ou o composto, possui uma elevada afinidade por prótons.  O íon-hidróxido é a base mais forte possível em soluções aquosas, mas existem bases com forças muito maiores do que pode existir na água. Tais bases são úteis na síntese orgânica e são fundamentais para a físico-química orgânica. Superbases têm sido descritas e utilizadas desde a década de 1850, porém o termo é de origem moderna. Reações envolvendo superbases frequentemente requerem técnicas especiais, uma vez que são destruídas pela água, pelo dióxido de carbono atmosférico e também oxigênio. Técnicas de atmosfera inerte e baixas temperaturas minimizam essas reações colaterais. Suberbases também possuem um efeito corrosivo. Dentre as superbases, temos os compostos formados por um metal alcalino e alquila, como o butil-potássio.

## Definições

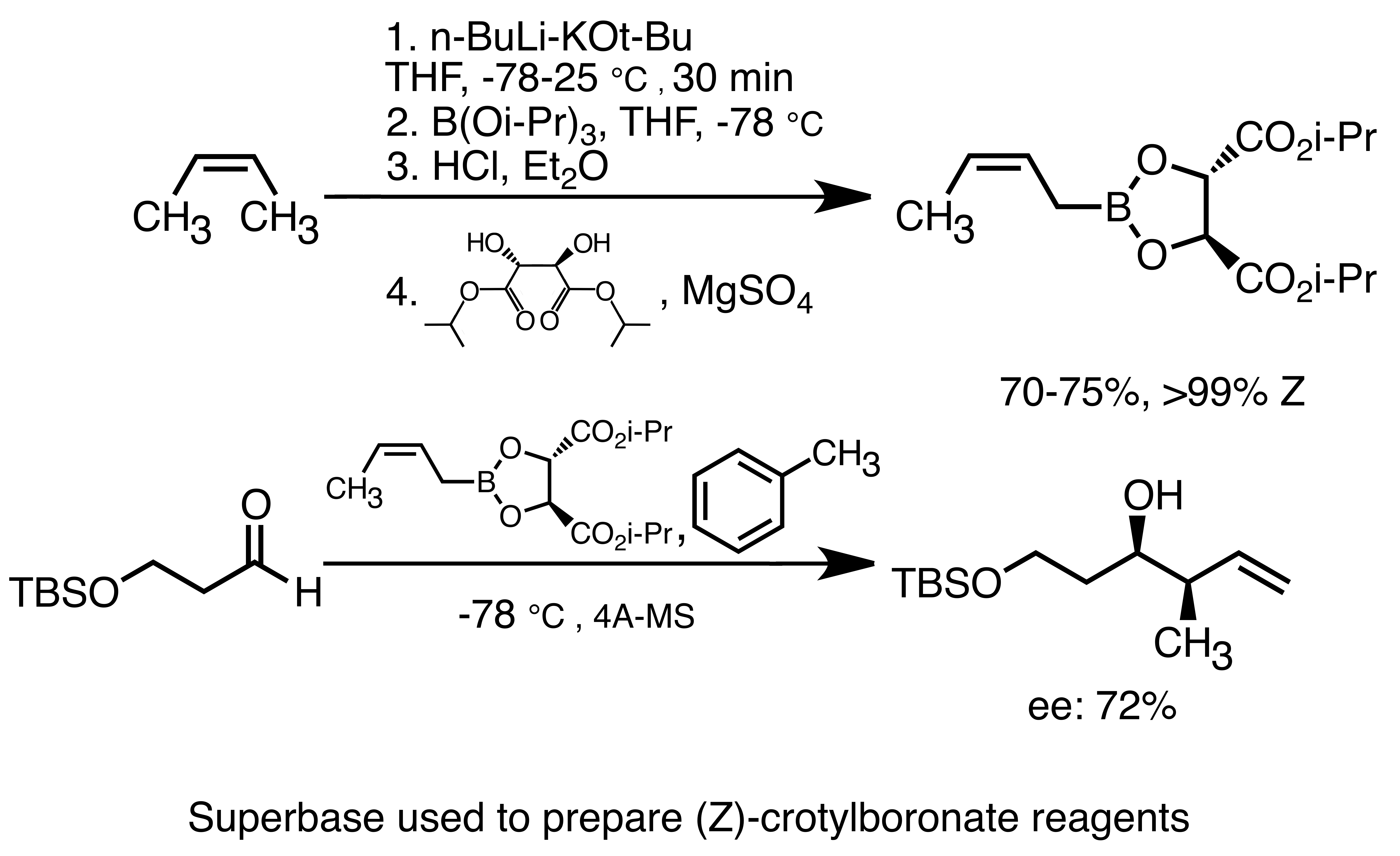
Superbase usada para preparar reagentes Z-crotilboronato.

IUPAC define superbase simplesmente como um "composto que possui uma elevada basicidade, tal como di-isopropilamida de lítio". Caubère define superbases qualitativamente, porém, mais precisamente: "O termo superbase pode apenas ser aplicado às bases resultantes a partir de uma mistura de duas (ou mais) bases, levando a novas espécies básicas que possuem novas propriedades inerentes."
Superbases também foram definidas semi-qualitativamente como quaisquer espécies com maior afinidade absoluta por prótons (AAP = 245,3 kcal/mol) e basicidade intrínseca (fase gasosa) (BI = 239 kcal/mol) do que a esponja de protóns (1,8-Bis (dimetilamino) naftaleno) em forma canônica de Roger Alder.

## Classes de superbases
Existem três classes principais de superbases: orgânica, organometálica e inorgânica.

### Orgânica
As superbases orgânicas são espécies de superbases quase sempre neutras, já que contém nitrogênio. Apesar de ter uma enorme afinidade por prótons, as superbases orgânicas são apreciadas por sua elevada reatividade moderada, por sua baixa nucleofilicidade e por suas condições relativamente suaves de uso. Cada vez mais importante na síntese orgânica, estas incluem fosfazenos, amidinas e guanidinas. Outros compostos orgânicos também se reúnem entre as definições fisico-químicas ou estruturais de uma superbase. Quelatos de prótons, como as esponjas de prótons aromáticos e as bispidinas, também são superbases. Poliaminas multicíclicas, como DABCO (1,4-diazabiciclo (2.2.2) octano) também podem incluir-se livremente nesta categoria.

### Organometálica
Os compostos organometálicos de metais reativos são muitas vezes superbases, incluindo os compostos organolítios e organomagnésio (Reação de Grignard). Outro tipo de superbase organometálica tem um metal reativo intercambiado por um íon de hidrogênio em um heteroátomo, como o oxigênio (alcóxido não estabilizado) ou nitrogênio (amidas de metais, tais como di-isopropilamida de lítio). Uma propriedade desejável em muitos casos é a baixa nucleofilicidade, isto é, uma base não-nucleófila. Como os alquila-lítios sem obstáculos, por exemplo, não se podem utilizar com eletrófilos, tais como grupos carbonilos, pois atacam os eletrófilos como nucleófilos.
Na síntese orgânica, a base Lochmann-Schlosser (uma mistura de n-butil lítio e tert-butóxido de potássio) é considerada como uma superbase. Nesta mistura de reativos, o alcoolato terciário serve para quelar (transformar em quelato) o íon-lítio, liberando ao carbânion de sua ligação com o lítio. Outros sistemas deste tipo são conhecidos como "bases arpão".

### Inorgânica
As superbases inorgânicas são, geralmente, sais com elementos muito carregados e muito pequenos, como o nitreto de lítio, no qual tem uma grande densidade de carga e é fortemente atraído pelo íon-hidrônio. Também os hidretos de metais alcalinos e alcalinoterrosos, como o hidreto de potássio e hidreto de sódio, são superbases inorgânicas. Tais espécies são insolúveis em todos os dissolventes devido às fortes interações cátion-ánion, mas as superfícies destes materiais são altamente reativas e as misturas são úteis na síntese.